# (3702) Трубецкая
(3702) Трубецкая (лат. Trubetskaya) — типичный астероид главного пояса, открыт 3 июля 1970 года советским астрономом Людмилой Черных в Крымской астрофизической обсерватории и 25 сентября 1988 года назван в честь княгини Екатерины Трубецкой.

## Обнаружение и именование
(3702) Трубецкая
Открыт 3 июля 1970 года в Научном Л. И. Черных.
Назван в честь княгини Екатерины Ивановны Трубецкой (1800—1854), добровольно последовавшей в ссылку в Сибирь за своим мужем, декабристом С. П. Трубецким.
Оригинальный текст (англ.)3702 Trubetskaya
Discovered 1970-07-03 by Chernykh, L. at Nauchnyj.
Named for Ekaterina Ivanovna Trubetskaya (1800—1854), a princess who voluntarily followed her husband, the Decembrist S. P. Trubetskoj, to exile in Siberia.
Источники: DISCOVERY.DB; M.P.C. 13609.

## Орбита

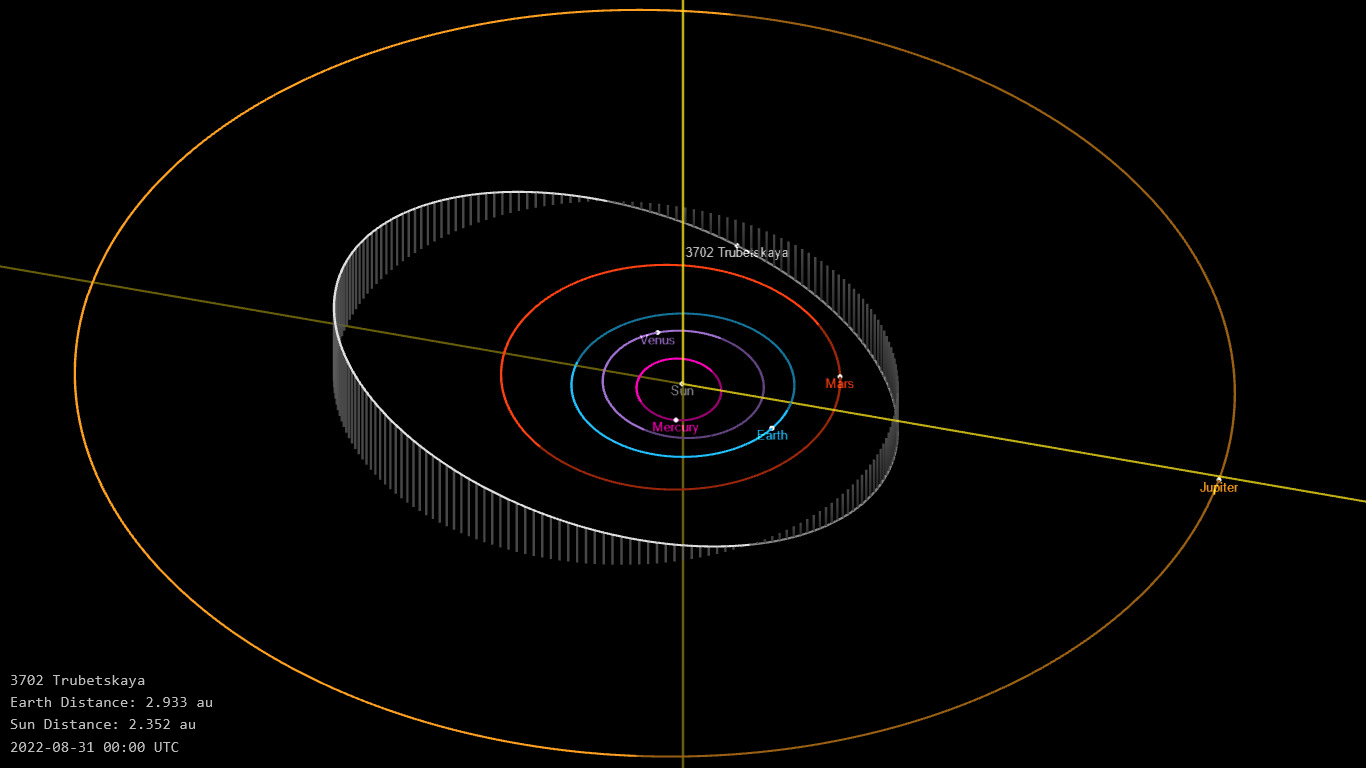
Орбита астероида Трубецкая и его положение в Солнечной системе

## Физические характеристики
Астероид относится к таксономическому классу C.
По результатам наблюдений в инфракрасном диапазоне орбитальной обсерватории IRAS и спутника Akari и наблюдений в видимом и ближнем инфракрасном диапазоне космического телескопа NEOWISE диаметр астероида сначала оценивался равным 17,19±0,8 км, позже — 19,179±0,095 км, 17,40±1,37 км, 15,77±3,23 км, 18,158±0,212 км, 12,65±3,73 км и 14,48±3,16 км. Согласно тем же источникам альбедо оценивается как 0,1369±0,014, 0,1103±0,0168, 0,134±0,022, 0,12±0,04, 0,145±0,018 и 0,147±0,112 и 0,115±0,056.